# Lukas Moodysson

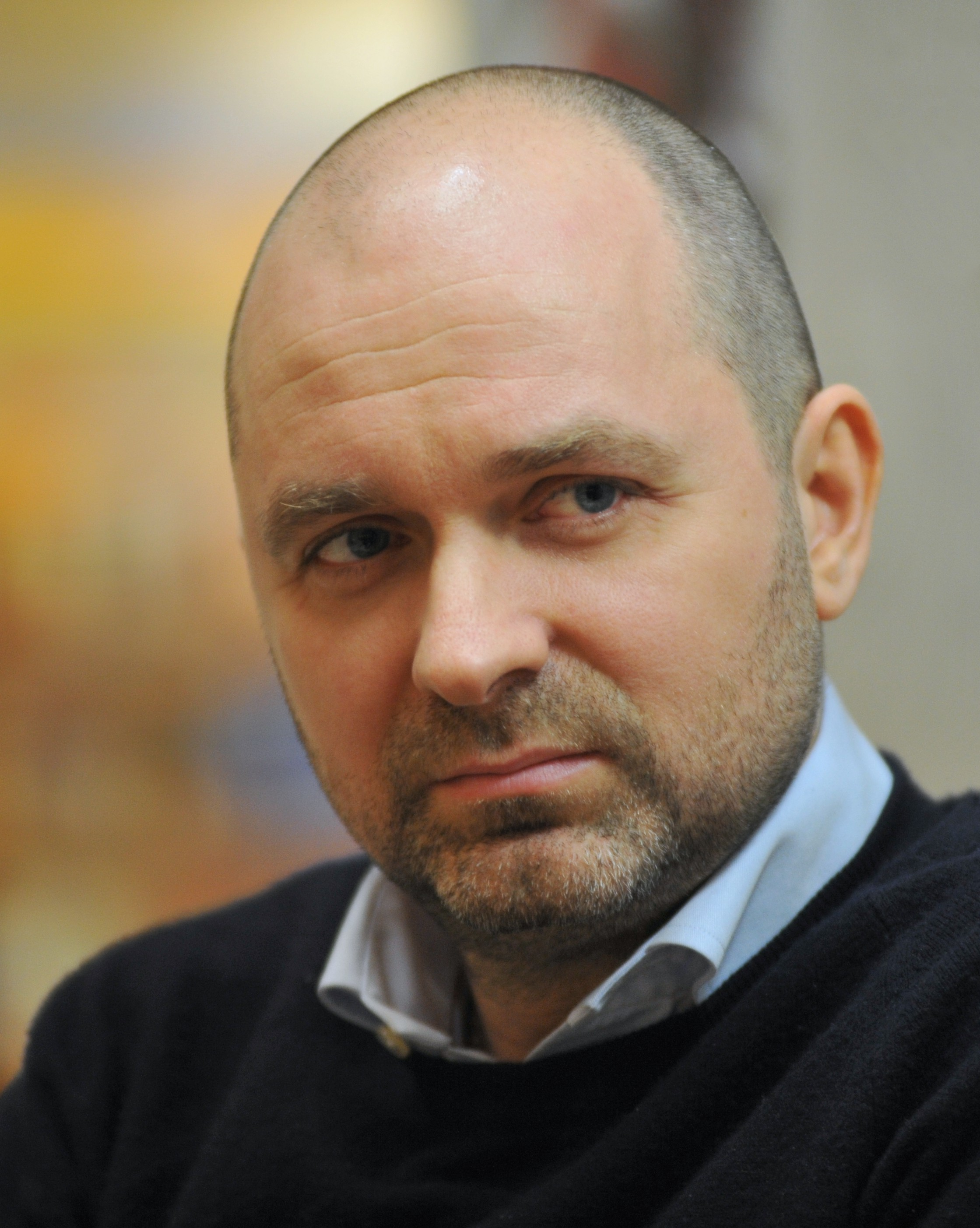
Lukas Moodysson

Karl Fredrik Lukas Moodysson (Aussprache [ˌlʉːkas ˈmɔdːysɔn], * 17. Januar 1969 in Malmö) ist ein schwedischer Schriftsteller und Regisseur.

## Biografie
Kurz nachdem er mit 17 Jahren die Schule abgebrochen hatte, folgte Lukas Moodysson zunächst seinem Interesse für Literatur und eigenem Schreiben: seine erste Gedichtsammlung Det spelar ingen roll var blixtarna slår ner („Es ist unwichtig, wo der Blitz einschlägt“) erschien. Weitere fünf Bücher folgten, unter anderem der Roman Vitt blod („Weißes Blut“).
Lukas Moodysson absolvierte ein Studium als Regisseur am Dramatischen Institut (Dramatiska Institutet) in Stockholm und trat dann mit seinem Film Raus aus Åmål an die Öffentlichkeit. Dieser Film wie auch die folgenden, Zusammen! und Lilja 4-ever, erhielt eine Reihe von Auszeichnungen. 2019 wurde die von ihm erdachte und inszenierte Serie Gösta  ausgestrahlt.
2003 wurde Moodysson der Stig-Dagerman-Preis verliehen.
Heute wohnt er mit seiner Frau und seinen drei Söhnen in Malmö.

## Filmografie

### Regie und Drehbuch
- 1997: Wortwechsel (Bara prata lite, Kurzfilm)
- 1998: Raus aus Åmål (Fucking Åmål)
- 2000: Zusammen! (Tillsammans)
- 2002: Lilja 4-ever
- 2003: Terrorister – en film om dom dömda
- 2004: Ein Loch in meinem Herzen (Ett hål i mitt hjärta)
- 2006: Container
- 2009: Mammut (Mammoth)
- 2013: We Are the Best!
- 2019: Gösta (Fernsehserie)

### Drehbuch
- 2000: Det nya landet